# Pierre Louault
Pierre Louault, né le 3 mai 1949 à Loches (Indre-et-Loire), est un homme politique français, membre de l'Union des démocrates et indépendants, sénateur d'Indre-et-Loire de 2017 à 2023, conseiller départemental d'Indre-et-Loire de 2001 à 2021 et maire de Chédigny de 1977 à 2017.

## Biographie
Pierre Louault naît le 3 mai 1949 à Loches (Indre-et-Loire) ; ses parents - Bernard et Jeanne Louault - sont agriculteurs à Chédigny. Ils ont été reconnus Justes parmi les Nations en 2002. Il s'installe lui aussi comme exploitant agricole sur cette commune.
Il est élu maire de Chédigny en 1977, fonction qu'il abandonne après son élection au Sénat en 2017, président de l'ancienne communauté de communes Loches Développement en 1996 — il en conserve la présidence jusqu'en 2016, lorsque cette communauté de communes fusionne avec d'autres pour donner naissance à la communauté de communes Loches Sud Touraine —, conseiller général d'Indre-et-Loire en 2001 et président de l'association des maires d'Indre-et-Loire en 2008, fonction qu'il occupe jusqu'au 17 novembre 2017. Du 23 février 2016 au 27 octobre 2017, il est 1er vice-président du Conseil départemental d'Indre-et-Loire. Le 24 septembre 2017, il est élu sénateur d'Indre-et-Loire.
Il se présente sous l’étiquette du Nouveau Centre puis de l'Union des démocrates et indépendants[réf. souhaitée].
Il propose en 2021 une proposition de loi tendant à favoriser l'habitat en zones de revitalisation rurale tout en protégeant l'activité agricole et l'environnement afin de modifier le code de l'urbanisme en milieu rural défavorisé et permettre certaines adaptations du droit. Son texte est adopté à la quasi-unanimité au Sénat le 8 décembre 2021,.
Il a été participé à la rédaction de la proposition de loi pour un choc de compétitivité en faveur de la Ferme France avec Laurent Duplomb et Serge Mérillou.
Pierre Louault annonce le 27 mars 2023 qu’il ne serait pas candidat à sa succession aux prochaines élections sénatoriales

## Distinctions
- Chevalier de la Légion d'honneur (2025)[13].